# Tricoche et Cacolet
Tricoche et Cacolet è un film del 1938 diretto da Pierre Colombier.
Esso è basato su un'opera teatrale del 1872 di Ludovic Halévy ed Henri Meilhac.